# Limnodynastes
Limnodynastes es un género de anfibios anuros de la familia Limnodynastidae, endémicos del sur de Nueva Guinea, algunas islas del estrecho de Torres y el este de Australia.

## Especies
Se conocen las siguientes especies:
- Limnodynastes convexiusculus (Macleay, 1878)
- Limnodynastes depressus Tyler, 1976
- Limnodynastes dorsalis (Gray, 1841)
- Limnodynastes dumerilii Peters, 1863
- Limnodynastes fletcheri Boulenger, 1888
- Limnodynastes grayi (Steindachner,1867)[2]
- Limnodynastes interioris Fry, 1913
- Limnodynastes lignarius (Tyler, Martin & Davies, 1979)
- Limnodynastes peronii (Duméril & Bibron, 1841)
- Limnodynastes salmini Steindachner, 1867
- Limnodynastes superciliaris (Keferstein, 1867)[2]
- Limnodynastes tasmaniensis Günther, 1858
- Limnodynastes terraereginae Fry, 1915[2]